# Macrophiothrix aspidota
Macrophiothrix aspidota är en ormstjärneart som först beskrevs av Müller och Franz Hermann Troschel 1842.  Macrophiothrix aspidota ingår i släktet Macrophiothrix och familjen Ophiothrichidae. Inga underarter finns listade i Catalogue of Life.